# Baltimore Bandits
Baltimore Bandits byl profesionální americký klub ledního hokeje, který sídlil v Baltimore ve státě Maryland.
Baltimore Bandits byl založen v roce 1995, ve kterém vstoupil do soutěže AHL z přemístění Baltimore Skipjacks do Portlandu jako Portland Pirates. Ve dvou sezónách, v nichž Bandits hrál v AHL, pokaždé postoupili do playoff a v první sezóně byli vyřazeni ve druhém kole proti Syracuse Crunch 3:4 na série. Následující ročník opět postoupili do playoff, ale byli vyřazeny v prvním kole proti Philadelphia Phantoms 0:3 na série. Po dvou letech byl tým přestěhován v roce 1997 do Cincinnati, Ohio, a přejmenován na název Cincinnati Mighty Ducks, jako tým sloužil farmou týmu Mighty Ducks of Anaheim.

## Sezóna po sezóně
Zdroj: 
| Sezóna    | Liga | Divize | Z  | V  | P  | PRO | PPR | Body | VG  | IG  | TM   | Trenér     | Výsledek          |
| 1995/1996 | AHL  | Jižní  | 80 | 33 | 36 | 9   | 2   | 77   | 279 | 299 | 1895 | Walt Kyle  | Prohra ve 2. kole |
| 1996/1997 | AHL  | Jižní  | 80 | 30 | 37 | 10  | 3   | 73   | 251 | 285 | 1877 | Moe Mantha | Prohra v 1. kole  |

Legenda: Z = Zápasy, V = Vítězství, P = Prohra, PRO = Prodloužení, PPR = Prohra po prodloužení, VG = Vstřelené góly, IG = Inkasované góly, TM = Trestné minuty

## Klubové rekordy

### Za sezonu
Góly: 40, Steven King (1995-96)
Asistence: 55, Dwayne Norris (1995-96)
Body: 86, Dwayne Norris (1995-96)
Trestné minuty: 295, Jeremy Stevenson (1995-96)

### Celkové
Odehrané zápasy: 146, Bobby Marshall
Góly: 42, Sean Pronger
Asistence: 70, Craig Reichert
Body: 102, Craig Reichert
Trestné minuty: 420, Jeremy Stevenson